# Шевня-Дольна
Шевня-Дольна (пол. Szewnia Dolna) — село в Польщі, у гміні Адамув Замойського повіту Люблінського воєводства. Населення — 374 особи (2011).

## Історія
1620 року вперше згадується церква східного обряду в селі.
За даними етнографічної експедиції 1869—1870 років під керівництвом Павла Чубинського, населення села Шевня майже порівну становили польськомовні греко-католики та римо-католики.
У міжвоєнні 1918—1939 роки церква була закрита та опечатана, а пізніше перетворена на римо-католицький костел, за іншими даними зруйнована в липні-серпні 1938 року.
За німецької окупації 1939—1944 років у Шевні діяла українська школа.
У 1975—1998 роках село належало до Замойського воєводства.

## Населення
Демографічна структура станом на 31 березня 2011 року:
|          | Загалом | Допрацездатний вік | Працездатний вік | Постпрацездатний вік |
| -------- | ------- | ------------------ | ---------------- | -------------------- |
| Чоловіки | 188     | 37                 | 127              | 24                   |
| Жінки    | 186     | 37                 | 108              | 41                   |
| Разом    | 374     | 74                 | 235              | 65                   |